# 糸満市公設市場

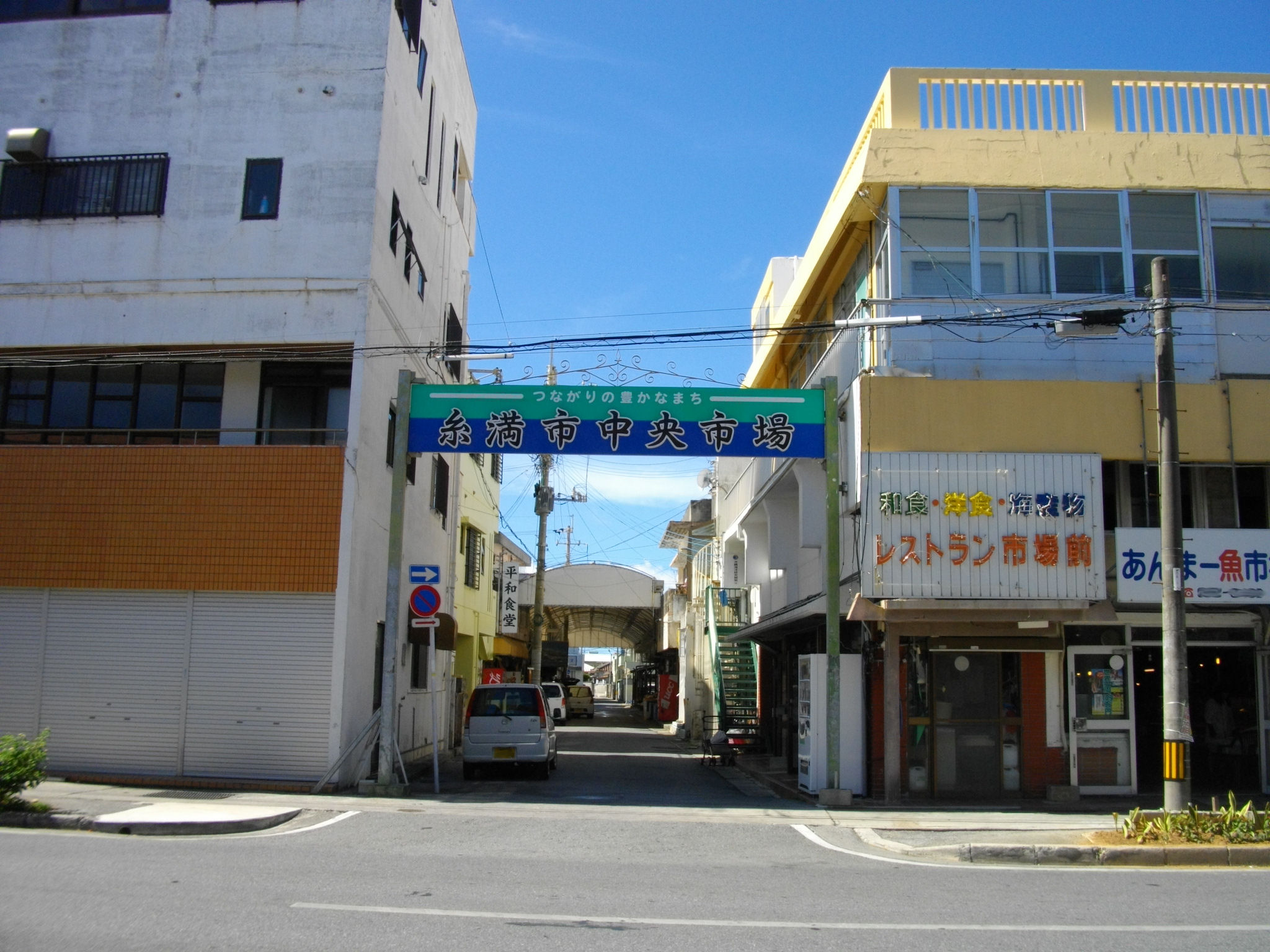
糸満市中央市場

糸満市公設市場（いとまんしこうせついちば）は、沖縄県糸満市にある公設市場。糸満漁港と隣接し、数十件の店舗から成る。お店や食材によって、早朝販売、昼頃から夕方までの販売に分かれている。

## 所在地
- 沖縄県糸満市糸満989

## 交通機関
那覇空港より糸満市役所方面へ車35分 